# 玉门站
玉门站（原站名为玉门镇站），位于中华人民共和国甘肃省酒泉市玉门市玉门镇，是兰新铁路、兰新客运专线上的火车站，建于1956年，由中国铁路兰州局集团管辖。

## 車站周邊
- 玉门市第三中学
- 玉门市职业技术学校
- 玉门市第一中学
- 玉门市第三小学
- 玉门东方大酒店
- 玉门娇子宾馆
- 中国农业银行玉门支行
- 玉门阳光酒店

## 歷史
- 建于1956年。

## 外部連結
- 中国铁路客户服务中心 （页面存档备份，存于）